# David Overstreet
David Arthur Overstreet (Big Sandy, 20 settembre 1958 – Winona, 24 giugno 1984) è stato un giocatore di football americano statunitense che ha militato nel ruolo di running back nella Canadian Football League (CFL) e nella National Football League (NFL).

## Carriera
Overstreet fu scelto come tredicesimo assoluto nel Draft NFL 1981 dai Miami Dolphins. Una disputa contrattuale con i Dolphins lo portò a firmare con i Montreal Alouettes della Canadian Football League, il cui proprietario Nelson Skalbania stava tentando di formare una costosa squadra vincente. La prima stagione fu di successo, correndo 952 yard e venendo premiato come miglior rookie degli Alouettes. Nella seconda stagione, nei rinominati Montreal Concordes, fu rallentato dagli infortuni, correndo solo 190 yard. Acconsentì a fare ritorno ai Dolphins nel 1983, mettendo in mostra prestazioni incoraggianti, correndo 392 yard in 14 partite, con una media di 4,6 yard a possesso.

## Morte
Overstreet morì in un incidente stradale nel giugno 1984. Stava guidando la sua Mercedes del 1980 lungo la Texas State Highway 155, quando la sua auto finì fuori strada circa 16 km a nord di Tyler dentro a una pompa di benzina, esplodendo. I Dolphins portarono il suo numero 20 sui caschi in sua memoria durante la stagione 1984 in cui raggiunsero il Super Bowl XIX.
Sopravvissero allo schianto la moglie, Johnnie, il figlio, David Overstreet II, divenuto in seguito assistente allenatore nella NFL con Indianapolis e Chicago, e il nipote Jalen Overstreet.